# Bornholmer Straße
Die Bornholmer Straße in Berlin verbindet die Ortsteile Gesundbrunnen (Bezirk Mitte) und Prenzlauer Berg (Bezirk Pankow) und ist nach der dänischen Ostseeinsel Bornholm benannt. Die über 1,5 Kilometer lange Straße beginnt im Westen an der Kreuzung Osloer/Grüntaler Straße, kreuzt am Bahnhof Bornholmer Straße mittels der Bösebrücke die Trassen von Nordbahn und Stettiner Bahn, bevor sie an der Kreuzung mit der Schönhauser Allee in die Wisbyer Straße übergeht.
Besondere Bekanntheit erlangte die Bornholmer Straße, als der gleichnamige Grenzübergang östlich der Brücke am 9. November 1989, dem Tag des Mauerfalls, als vermeintlich erster Grenzübergang für DDR-Bürger geöffnet wurde.
Die am 2. August 1903 gewidmete Bornholmer Straße ist Teil des im Hobrecht-Plan von 1862 verzeichneten äußeren Straßenrings. Dort ist die Straße 1/XI  benannt als Verlängerung der Christianiastraße ab Völkerstraße und Grünthaler Straße, zwischen denen die Stettiner Bahn lag.

## Lage

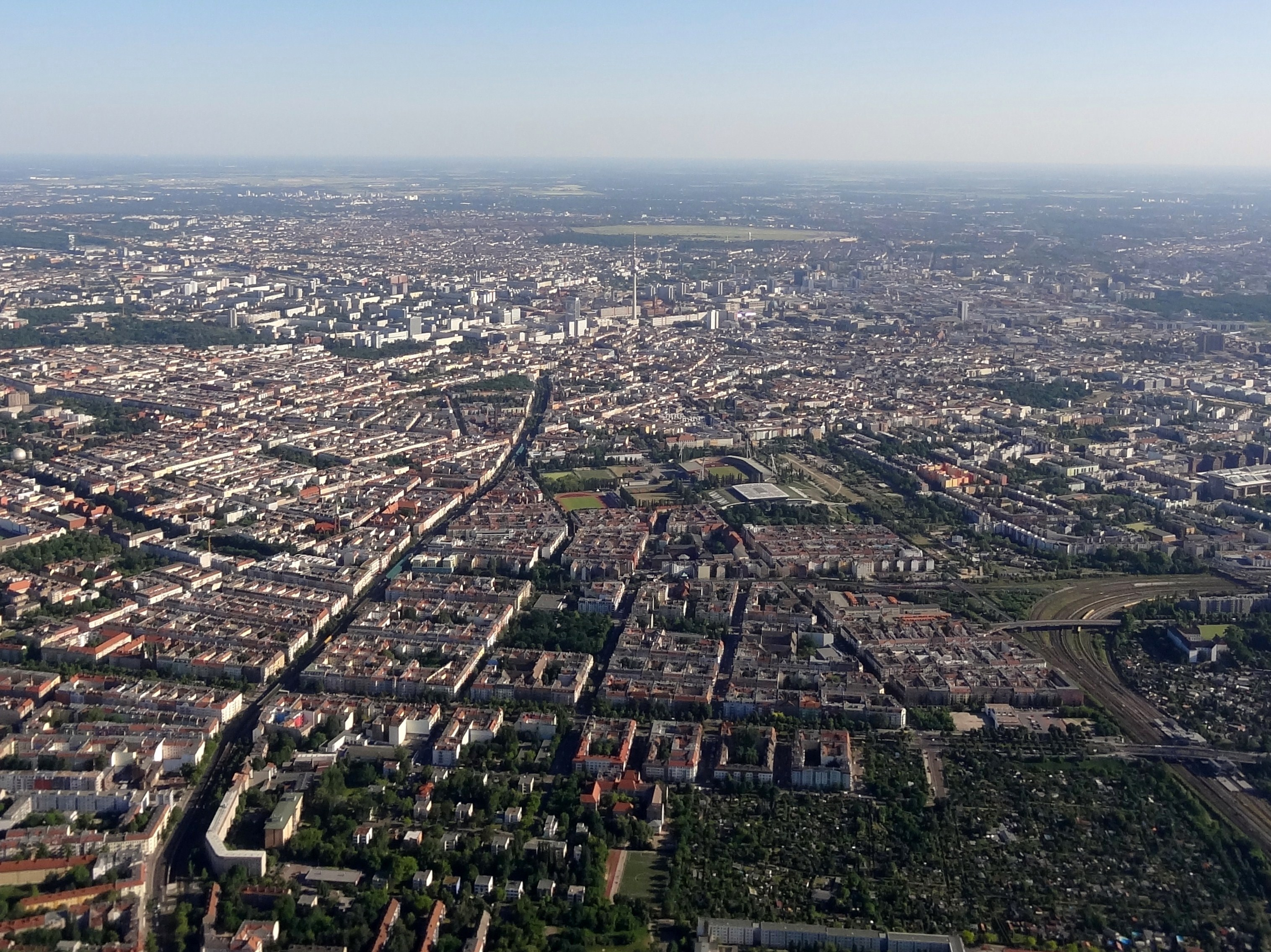
Luftbild des Verlaufs der Bornholmer Straße von der Schönhauser Allee (links) bis zur Bösebrücke (rechts)

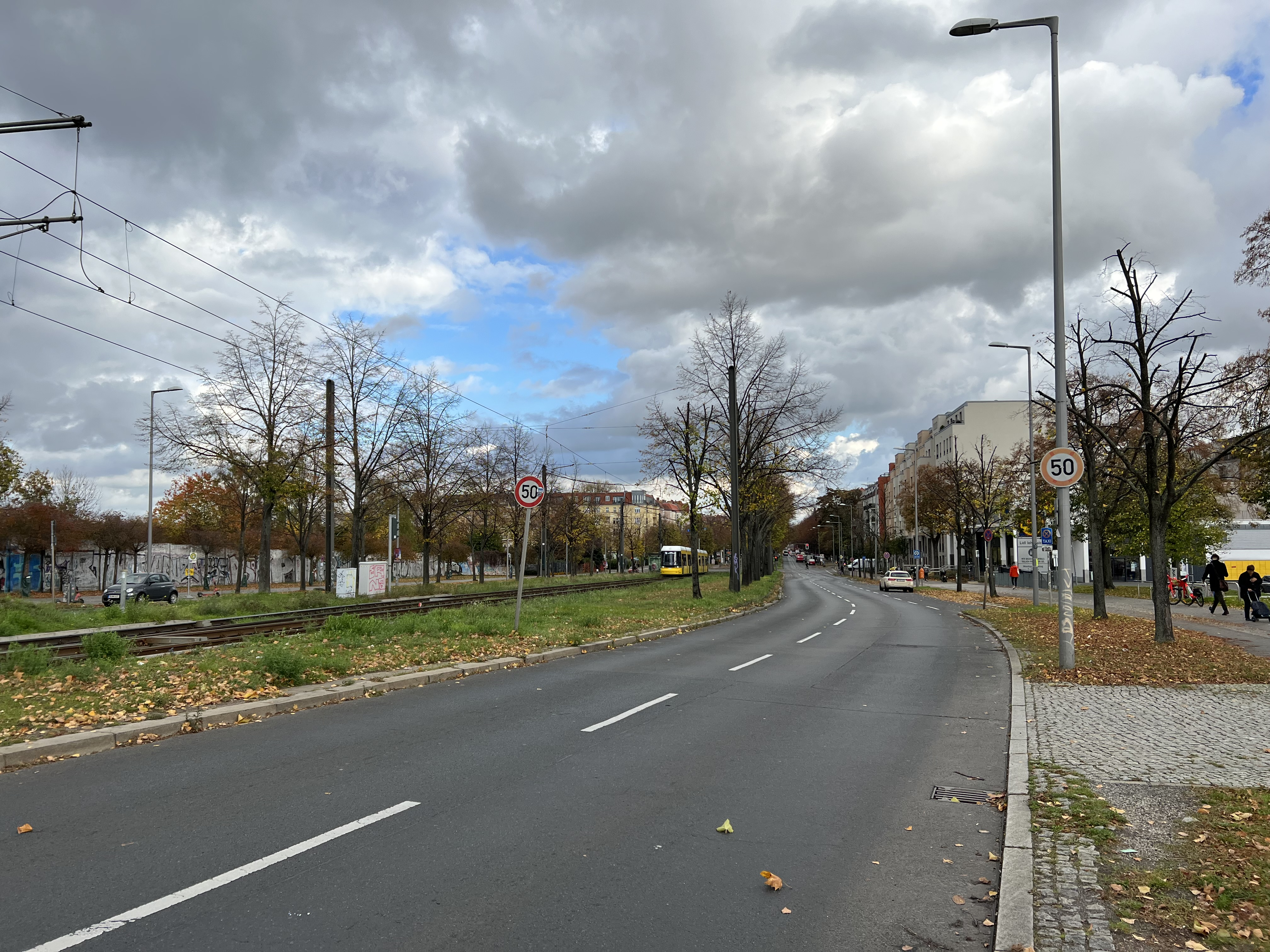
Bornholmer Straße

Der östliche Teil der Bornholmer Straße ist eine Hauptverkehrsstraße durch das Nordische Viertel, das sich östlich des S-Bahnhofs Bornholmer Straße erstreckt und den Ortsteil Prenzlauer Berg nach Norden abschließt. Der Straßenring und die Verbindung der zwei Teile der Bornholmer Straße (330 Meter in Gesundbrunnen und 1070 Meter in Prenzlauer Berg) wurde 1916 mit dem Bau der knapp 140 Meter langen Hindenburgbrücke (seit 1948: Bösebrücke) geschlossen. Mit dem Ausbau des nördlichen Stadtrandes nach 1900 bis zur Weichbildgrenze in Richtung zur Landgemeinde Pankow erhöhte sich die Verkehrsbedeutung der Straßenverbindung. Letztlich wurden die Planungen mit einer Fortsetzung der Querstraßen nach Norden nicht realisiert, und es blieben Gartenflächen bis zum Eschengraben. In der Zeit Ost-Berlins als Hauptstadt der DDR wurden am nördlichen Rand des Viertels nach 1970 zahlreiche Botschaftsgebäude als Typenbauten errichtet, die teilweise noch als Botschaftsgebäude genutzt werden. An der Ibsenstraße steht die Bornholmer Grundschule, die mit der Zunahme der Bewohner bis 1914 als 49. und 51. Volksschule erbaut worden war.
Die Grundstücke der Bornholmer Straße 1–21 und 65–96 liegen in Prenzlauer Berg, 38–54 in Gesundbrunnen.
Die Querstraßen der Bornholmer Straße sind von West nach Ost
- Grüntaler Straße
- Jülicher Straße nach Süden (ab Eckhaus 50)
- Sonderburger Straße nach Süden (zwischen Haus 54 und KGA ‚Sandkrug I‘)
- Norwegerstraße unter der Bösebrücke an der Bahn entlang
- Björnsonstraße (zwischen Freifläche und KGA ‚Bornholm I‘) nach Norden und gegenüber
- Malmöer Straße (westlich Haus 72) nach Süden
- Andersenstraße (westlich Haus 21) nach Norden
- Bergener Straße (zwischen 19 und 20) nach Norden
- Nordkapstraße (zwischen 17 und 18) nach Norden und gegenüberliegend
- Driesener Straße (zwischen 78 und 79) nach Süden
- Aalesunder Straße (zwischen 15 und 16) nach Norden
- Stavangerstraße (zwischen 13 und 14) nach Norden, gegenüberliegend
- Schönfließer Straße (zwischen 82 und 83) nach Süden
- Tegner Straße (zwischen 11 und 12) nach Norden
- Gotlandstraße (zwischen 9a und 10) nach Norden, mit der gegenüberliegenden Seelower Straße (zwischen 87 und 88) nach Süden

Die Bösebrücke führt die Straße über die Trassen von Nordbahn und Stettiner Bahn. Am Westende der Bornholmer Straße grenzt an der Nordseite die Gartenanlage ‚Sandkrug II‘ und ‚Wiesengrund‘ westlich der Bahn (Gesundbrunnen) und östlich ‚Bornholm I‘ (1898 gegründet, Prenzlauer Berg), an der Gesundbrunner Südseite die als Siedlung umgewidmete KGA ‚Sandkrug I‘.
Die Straßenbreite ist über den baumbestandene Mittelstreifen hinweg mit 52,8 Meter angegeben und geplant. Die Breite zwischen der später gebauten verbindenden Brücke beträgt 26,9 Meter. Der Gesundbrunner Abschnitt besitzt eine Planbreite von 62,8 Meter und zwischen den Fluchtlinien von 67,8 Meter. Durch die Anhebung der Brückenrampen besteht eine um vier Meter abgesenkte Böschung vor den Grundstücken 41–47. An beiden Brückenrampen ist diese Böschung bis auf sechs Meter ansteigend durch die anliegenden Gartenflächen weniger auffallend. Die Durchführung der Norwegerstraße an der Ostseite mit den Treppenabgängen (jetzt im Norden: Platz des 9. November 1989) sind deutlicher zu bemerken. Die Bornholmer Straße liegt an der Grüntaler Straße in 43,29 Metern und die durchschnittliche Höhe entlang im östlichen Abschnitt liegt bei 48 Metern. Die Brückenansätze liegen höher bei 54,30 Metern (westlich) und 54,87 Metern, dazu die Brückenmitte mit 56,60 Metern.

## Straßenteilung und Grenzübergang

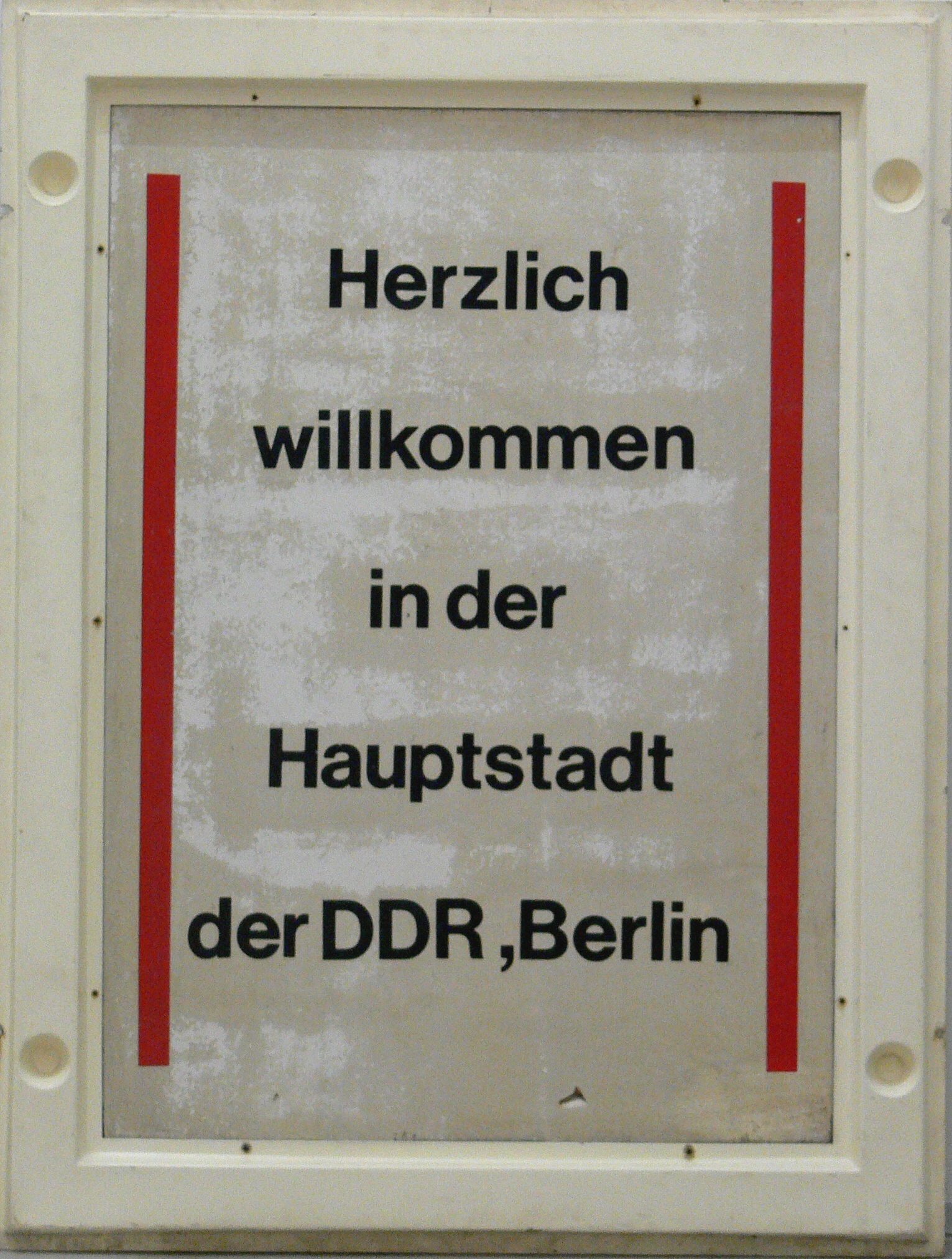
Schild am ehemaligen Grenzübergang Bornholmer Straße (bis 1990)

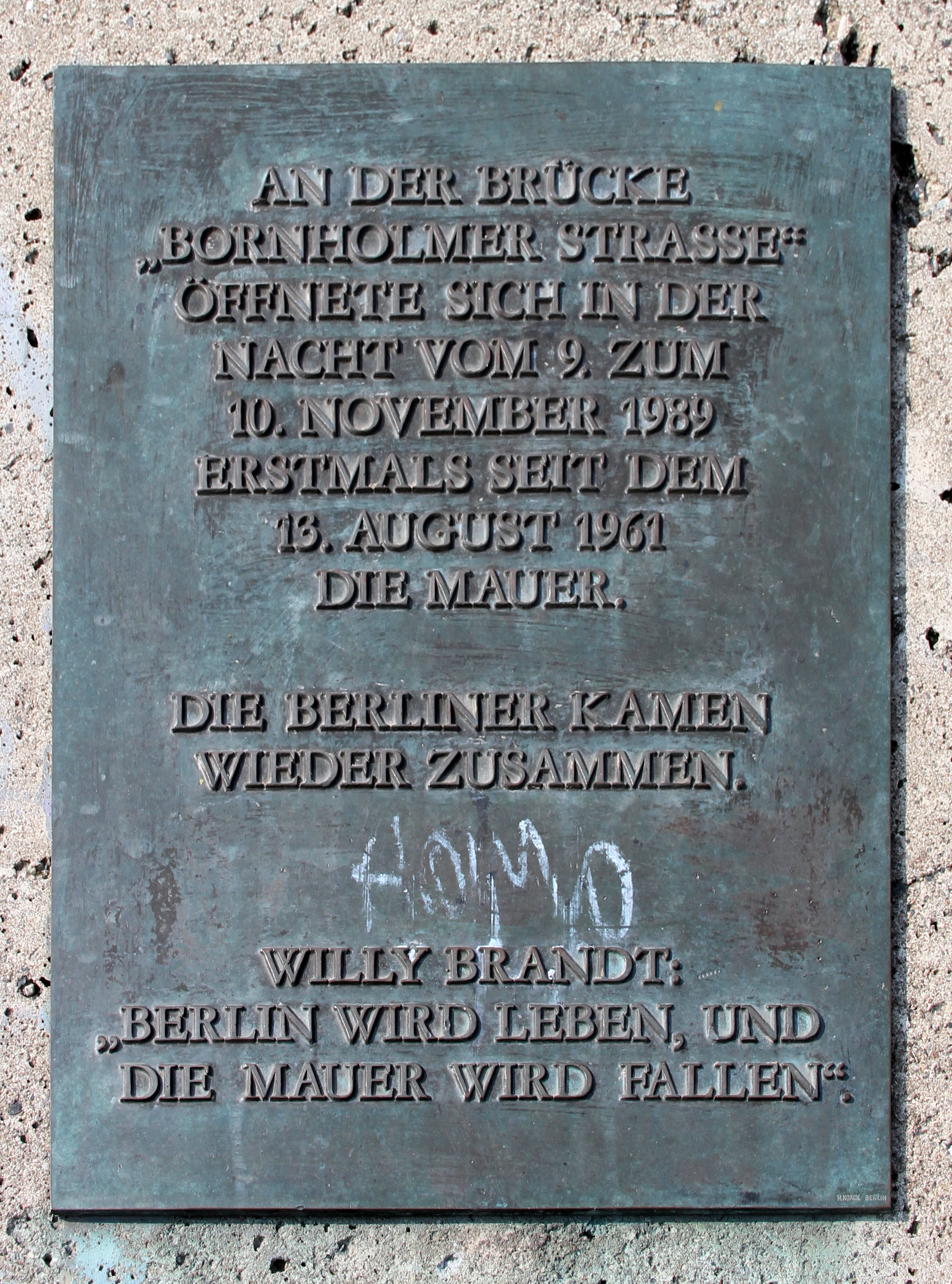
Gedenktafel zur Öffnung

Die Straße lag seit ihrer Anlage beiderseits der Grenze zwischen den Verwaltungsbezirken Wedding und Prenzlauer Berg. Bei der Übernahme der Verwaltung durch die Besatzungsmächte im Jahr 1945 kam somit der westliche Abschnitt zum französischen und der östliche zum sowjetischen Sektor. Der Grenzübergang Bornholmer Straße war zwischen 1961 und 1990 einer von sieben Straßenübergängen zwischen Ost- und West-Berlin. Er wurde auf östlicher Seite im Laufe der Jahre zunehmend ausgebaut und erstreckte sich mit seinen Grenzabfertigungsanlagen zwischen Bornholmer, Norweger, Finnländischer und Malmöer Straße.
Der Grenzübergang Bornholmer Straße auf der Bösebrücke galt bis 2009 als der erste am 9. November 1989 geöffnete Grenzübergang von Ost- nach West-Berlin. Nach der durch den Deutschen Fernsehfunk gegen 19 Uhr live übertragenen Erklärung von Günter Schabowski auf einer Pressekonferenz, dass die DDR-Bürger die Reisefreiheit erhalten würden, wozu er auf Nachfrage ergänzte, dass die Regelungen dazu „unverzüglich“ gültig seien, war der Grenzübergang Bornholmer Straße der vermeintlich erste Grenzübergang in Berlin, an dem um 23.30 Uhr die Passkontrollen eingestellt wurden. Erstmals nutzten daraufhin tausende DDR-Bürger die Gelegenheit, ohne Formalitäten nach West-Berlin einzureisen. Auch Bürger aus West-Berlin nutzten in dieser Nacht die Möglichkeit ohne Passierschein einfach so „rüber“ zu kommen. Zur Erinnerung an den Mauerfall wurde am 21. Jahrestag im Jahr 2010 eine Fläche an der nördlichen Brückenrampe der Bösebrücke auf dem Mauerstreifen an der Bornholmer Straße als Platz des 9. November gewidmet. Zudem wurde ein Gedenkstein aufgestellt.

## Bebauung
Die Grundstücke der Bornholmer Straße sind in Hufeisennummerierung gezählt. Die Zählung beginnt an der Schönhauser Allee mit Grundstück Nummer 1 (zusammen mit Schönhauser Allee 99/100) und läuft an der Nordseite bis zur Nummer 44. Die Südseite ist von West nach Ost mit 50 bis 96 (mit Schönhauser Allee 101) nummeriert.  An der Bornholmer Straße stehen zu beiden Seiten fünfgeschossige Mietshäuser, die bis 1910 errichtet wurden. Die Wohnkarees an der Südseite bilden mit Seitengebäude, teilweise den Quergebäuden begrünte Innenhöfe. Im Abschnitt westlich der Schönfließer Straße sind diese Karree mit den Bauten der Czarnikauer Straße gebildet. Östlich sind die Wohnhauskarrees tiefer gestaffelt zur Paul-Robeson-Straße (vorher: Stolpische Straße). Die Wohnungen haben entsprechend der Altbauten der Wende zum 20. Jahrhundert hohe Räume zwischen 60 m² und 120 m², es gibt Stuckelemente, Flügeltüren, Parkettböden und imposante Treppenhäuser. Im Erdgeschoss der Wohnhäuser befinden sich Restaurants, Einzelhandel, Kleingeschäfte, Praxis- und Gewerberäume. Seit den 1990er Jahren werden die Altbauten, in denen mitunter noch Originalheizungen bestehen, saniert.
Eine vorgesehene Bebauung westlich der Andersen- und Malmöer Straße wurde nur an der Sonderburger Straße noch umgesetzt. Entsprechend finden sich hier Gartenflächen und einige Bauten. Die Eckhäuser sind meist mit den Grundstücken der Seitenstraßen verknüpft und bilden mit den Karreebauten Hofflächen. Einige Grundstücke sind geteilt (9/9a, 14/14a, 72/72a, 75/75a, 79–81a) Die Grundstücke ab 22 (bis 37) sind unbebaut, Bornholmer Straße 38 der KGA ‚Sandkrug‘ und Nummer 40 der KGA ‚Wiesengrund‘ zugeordnet. Im Haus 44 ist eine Kita (Städtische Kita Bornholmer Straße 41–44) untergebracht und 45–49 sind ausgefallen. Vom Grundstück 55 bis an die Bahnlinie ist die Nummerierung ungenutzt, hier liegt die KGA ‚Sandkrug I‘. Die Grundstücke ab 22 (bis 37) sind unbebaut, Bornholmer Straße 38 der KGA ‚Sandkrug‘ und Nummer 40 der KGA ‚Wiesengrund‘ zugeordnet. An der Südseite sind die Grundstücke 50 bis 54 zwischen Jülicher und Sonderburger Straße mit fünfgeschossigen Wohnhäusern bebaut. Das Haus Bornholmer Straße 50 / Jülicher Straße 30 wurde um 1912, die Häuser 51–54 Anfang der 1930er Jahre erbaut. Das Karree zur Glücksburger Straße im Bestand der bbw bildet seit dem Bau einen begrünten Innenhof. Vom Grundstück 55 bis an die Bahnlinie ist die Nummerierung ungenutzt, hier liegt die KGA ‚Sandkrug I‘. Vom Grundstück 55 bis an die Bahnlinie ist die Nummerierung unbenutzt, hier liegt die KGA Sandkrug I. Auf der zwischenzeitlich für den Grenzübergang genutzten Fläche zwischen Norweger und Malmöer Straße wurde ein Wohnhaus mit Discount-Markt als 65 nummeriert in den 2010er Jahren erbaut. Die beiden verbliebenen Freiflächen an der Stavanger Ecke Bornholmer Straße wurden 2014 (Stavanger Straße 1 / Bornholmer Straße 14) und 2016 bebaut. 2016 wird das an der Nordostecke zur Bornholmer Straße liegende Grundstück als neuestes bebaut, neben dem Haus 13 entsteht ein Gebäude, das als Stavangerstraße 2 adressiert wird.
Im Adressbuch 1905 ist die Bornholmer Straße erstmals eingetragen und für den Postbezirk N 20 in der Lage zwischen Grünthaler Straße über Nordbahn und Schönhauser Allee mit sechs Wohnhäusern aufgenommen. Eine Grundstücksnummerierung besteht noch nicht. Im Adressbuch von 1904 ist an der Schönhauser Allee zwischen Pankower Feldmark und Stolpischer Straße keine Querstraße aufgenommen, dagegen ist unter N 20 die Grünthaler Straße zwischen Christianiastraße und Bornholmer Straße eingetragen.
Fünf Jahre später (Adressbuch 1910) ist die Bornholmer Straße mit den Grundstücken 1–33 und 62–96 dem Postbezirk N 113 und 34–61 zu N 20 notiert. Die Querstraßen sind außer der Björnsonstraße (noch Straße 9b) angelegt und bebaut. Die Bornholmer Straße ist auf Grundstück 1 (gehört zu Schönhauser Allee 99/100) bis Nummer 19 mit bewohnten Mehrfamilienwohnhäusern bebaut, die vorwiegend in die Nebenstraßen reichen. Jenseits der Bergener Straße sind 20, 22–24 und (über Straße 9b hinweg) 25–33, sowie jenseits der Stettiner Bahn 34–40 als Baustellen und 21 an der Ecke Andersenstraße ist als Neubau angegeben. Die Häuser 41–44 und 46 sind fünf Wohngebäude an die Grünthaler Straße hinan, 45 und 47 dazu 48 sind Baustellen. An der Südseite sind auf Grundstück 49 vor der Straße 5a und 50–61 zur Stettiner Bahn und jenseits zur Malmöer Straße noch die Nummer 62–71 ebenfalls Baustellen. Die folgenden Grundstücke 72–96 sind (meist) mit Mehrfamilienmietshäusern bebaut und die Bewohner bereits angegeben. Ausgenommen davon sind 76 als Baustelle, 80 und 81 sowie 89 und 90 als Neubau aufgeführt. Für die Miethäuser sind 20–24 Mieter notiert, vorwiegend gehören die Eckhäuser in die Seitenstraßen zu den Gebäuden der Bornholmer Straße.
Im Adressbuch 1930 ist erstmals die Hindenburgbrücke über die Stettiner Bahn angegeben, die die beiden Straßenäste nunmehr verbindet. Außerdem kommt die Norweger Straße entlang der Bahnostseite hinzu und das Projekt Ellerbeker Straße, das allerdings die Anlage Sandkrug zur Folge hatte. Eine gleichartige projektierte Straße, die den Bahnbereich im Westen begleitet (Ellerbeker Straße) ist gesehen vom S-Bahnhof (unter der Bösebrücke) zu vermuten, aber wurde in den Anschlüssen durch die Kleingärten nicht realisiert. Die bebauten Grundstücke zwischen Schönhauser Allee und Andersenstraße (Nordseite) beziehungsweise Malmöer Straße entsprechen (im Wesentlichen) der noch bestehenden Bebauung. Zwischen Andersen- und Björnestraße besteht auf Grundstück 22 Laubengelände, 23–24 Baustellen, bis zur Hindenburgbrücke über eine Straße C folgen (unnummeriert) Baustellen und jenseits der Brücke und der Stettiner Bahn 34–40 mit Baustellen. Auf 41–44 stehen Wohnhäuser (der bereits 1905 benannten Eigentümer), davon 42, 43 Achtparteienhäuser, 45 ist als Lagerplatz, auf 46 steht das Vierparteienhaus (Eigentümer Richter). Bornholmer Straße 47 (Nordseite) ebenso wie 48 an der Südseite sind als Wohnhaus zur Grünthaler Straße angegeben. An der Südseite gehört Bornholmer Straße 49 zur Jülischer Straße 1. Auf Grundstück 50 steht das bewohnte 23-Mietparteienhaus, wogegen 51–53 zur Sonderburger, 54–61 zur Ellerbeker Straße an der Stettiner Bahn und der Hindenburgbrücke als Baustellen verzeichnet sind, ebenso wie die unbebauten Grundstücke 62–71 zwischen Norweger und Malmöer Straße.

## Verkehr

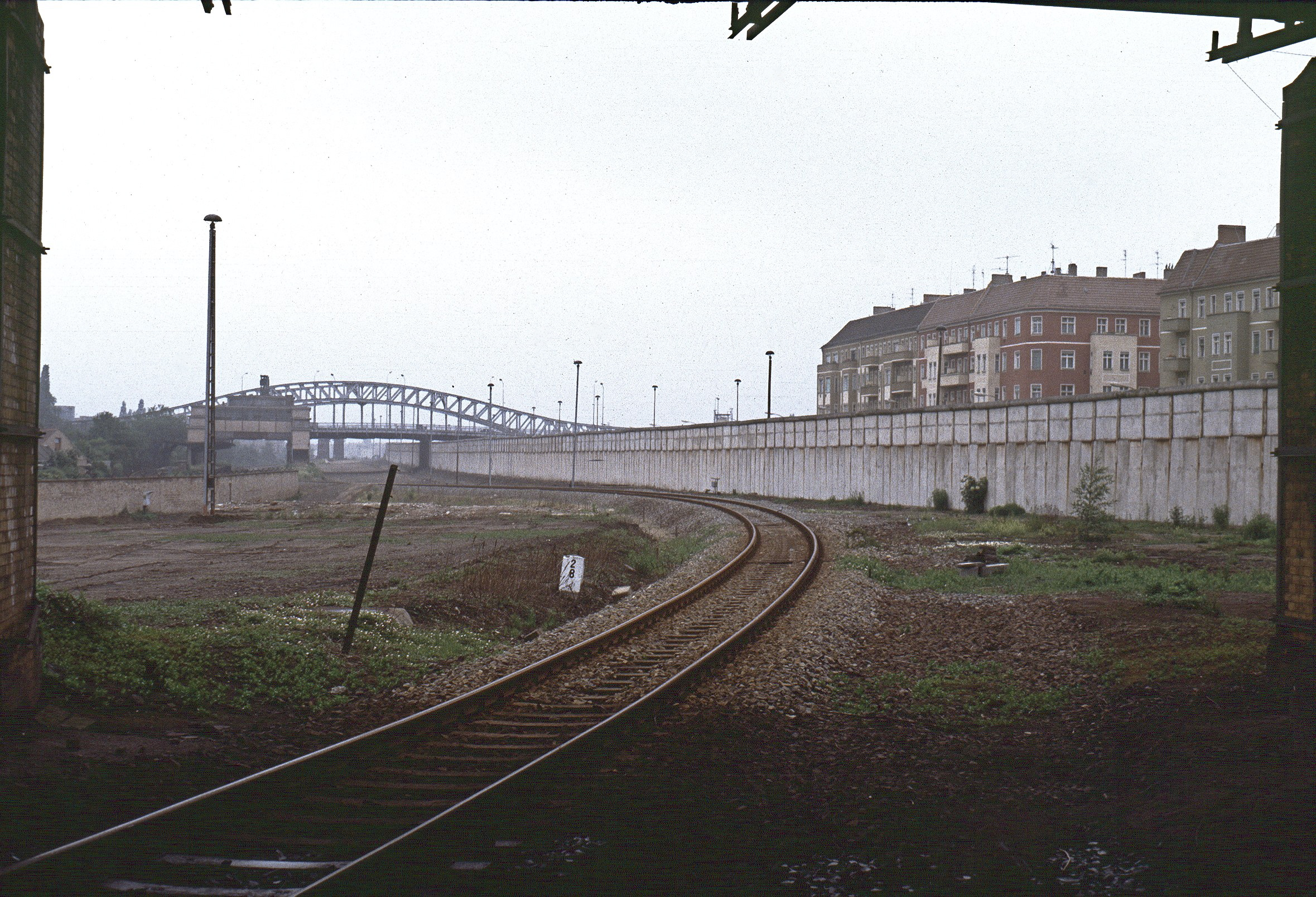
Bösebrücke von der Nordbahntrasse aus gesehen, 1988

Für den Straßenverkehr besitzt die Bornholmer Straße mit der verbindenden Bösebrücke als Teil des Stadtrings eine große Bedeutung. Die Belastung der Bösebrücke seit dem Mauerfall erforderte eine Sanierung ab 2015.
Unter der Bösebrücke befindet sich der S-Bahnhof Bornholmer Straße. Er war in den 1930er Jahren für die Verbindung von Gesundbrunnen nach Schönholz angelegt worden. Um den Umstieg im Französischen Sektor zwischen Ringbahn und Richtung Pankow im Sowjetischen Sektor zu vermeiden, wurde 1952 die „Stalinkurve“ von der Schönhauser Allee nach Pankow geschaffen. Mit der Teilung der Stadt 1961 entfiel der Halt und die Nutzung des Bahnhofs. Nach der Trennung der Berliner S-Bahn-Netze fuhren die Züge im West- und Ostbereich, von einer Grenzsicherung getrennt, ohne Halt durch den Bahnhofsbereich. Durch die vorher gekreuzten Gleissysteme fuhren die Fahrzeuge der Westseite bis zur vollständigen Trennung in Sichtweite an der Ostseite vorbei. Um 1980 wurde die Trennung im Zusammenhang mit der Fernbahnführung weiter auseinander gelegt. Nach dem Mauerfall wurde er mit dem Aus- und Umbau „Nordkreuz“ um 1995 wieder eingerichtet und eröffnet.
Die Bornholmer Straße wird von den Straßenbahnlinien M13 und 50 durchfahren. Die Straßenbahntrasse auf der Bornholmer Straße wurde 1995 über die Bösebrücke nach Westen zunächst bis zum Louise-Schröder-Platz und 1997 bis zum Virchow-Klinikum der Berliner Charité verlängert. Bis 1964 verkehrte auf dieser Strecke bereits eine Straßenbahn.
Die Straßenbahn wurde seit den 1920er Jahren durch die Bornholmer Straße geführt, allerdings wohl in Seitenlage auf der Südfahrbahn. Dort verkehrte die Straßenbahnlinie 8. Es handelte sich dabei um eine Ringlinie, die durch zahlreiche Bezirke Berlins führte. In den 1930er Jahren bestand auch eine Strecke der Linie 54 von der Schönhauser Allee durch die Schivelbeiner in die Driesener Straße über die Bornholmer Straße hinweg mit Endpunkt an der Nordkapstraße. Nach 1945 verkehrte die Linie 8 weiterhin durch die Bornholmer Straße, ab 1948 die Linie 3.
Im Jahr 1953 wurde der Straßenbahnverkehr über die Sektorengrenze unterbrochen. Die Linie 3 erhielt in Ost-Berlin eine Wendeschleife an der Björnsonstraße, in West-Berlin endete sie an der Osloer Straße/Grüntaler Straße. In West-Berlin wurde die Linie 3 im Jahr 1964 eingestellt.

## Sonstiges
In den 1920er bis 1940er Jahren verlief eine Hochspannungsleitung (Elektrofernleitung der Golpa) über den Mittelstreifen der Bornholmer Straße und weiter über die Ostseestraße hinaus.
In der Denkmalliste Berlins sind die Bösebrücke und das Mietshaus Bornholmer Straße 89/90 aufgenommen. Neben dem Ensemble sind beide Mietshäuser als Ensembleteil in der Denkmalliste. Der S-Bahnhof Bornholmer Straße aus den Jahren 1934–1935 ist ein Baudenkmal. Als Berliner Denkmal ist zudem die Gesamtanlage „Berliner Mauer, Grenzmauerabschnitte und Wachtürme“ in der Liste eingetragen und im Besonderen die Teilobjekte an der Bornholmer Straße wegen des Erinnerungs- und Mahnwertes.

## Mediale Rezeption
- Bornholmer Straße, Tragikomödie von Regisseur Christian Schwochow aus dem Jahr 2014 über die Ereignisse am Grenzübergang Bornholmer Straße am 9. November 1989.